# Bogusław Szretter
Bogusław Szretter (XVIII wiek) – generał-adiutant Buławy Polnej Litewskiej, szambelan królewski od 1777, baron.
Pochodził z Kurlandii. Służył jako oficer kawalerii wojska Wielkiego Księstwa Litewskiego, pułkownik przy boku króla, w 1786 mianowany generałem-adiutantem.